# Claudia Irrgang
Claudia Irrgang (* 5. August 1978) ist eine deutsche Eisschnellläuferin. Die Spezialistin auf den Langstrecken hat drei, bis heute aktuelle, Bahnrekorde aufgestellt. 2001 lief sie 4:38,00 über 3000 Meter und 7:55,75 über 5000 Meter auf der Kometa TSBKS im russischen Kolomna. Sowie 2012 über 5000 Meter mit 7:43,16 im norwegischen Furumo Stadion Geithus.
1998 wurde ihr der Chemmy in der Kategorie Nachwuchssportler des Jahres der Stadt Chemnitz verliehen.